# Manjakandriana (Analamanga)
Manjakandriana is een stad in Madagaskar, gelegen in de regio Analamanga en de hoofdstad van het gelijknamige district. De stad telt 30.153 inwoners (2005). Vlak bij de stad ligt het Peyrieras Reptile Reserve, een favoriete tussenstop voor toeristen die tussen Antananarivo en het Nationaal park Andasibe Mantadia reizen.

## Geschiedenis
Tot 1 oktober 2009 lag Manjakandriana in de provincie Antananarivo. Deze werd echter opgeheven en vervangen door de regio Analamanga. Tijdens deze wijziging werden alle autonome provincies opgeheven en vervangen door de in totaal 22 regio's van Madagaskar.

## Landbouw
De belangrijkste gewassen in Manjakandriana zijn rijst, zoete aardappelen en cassave.

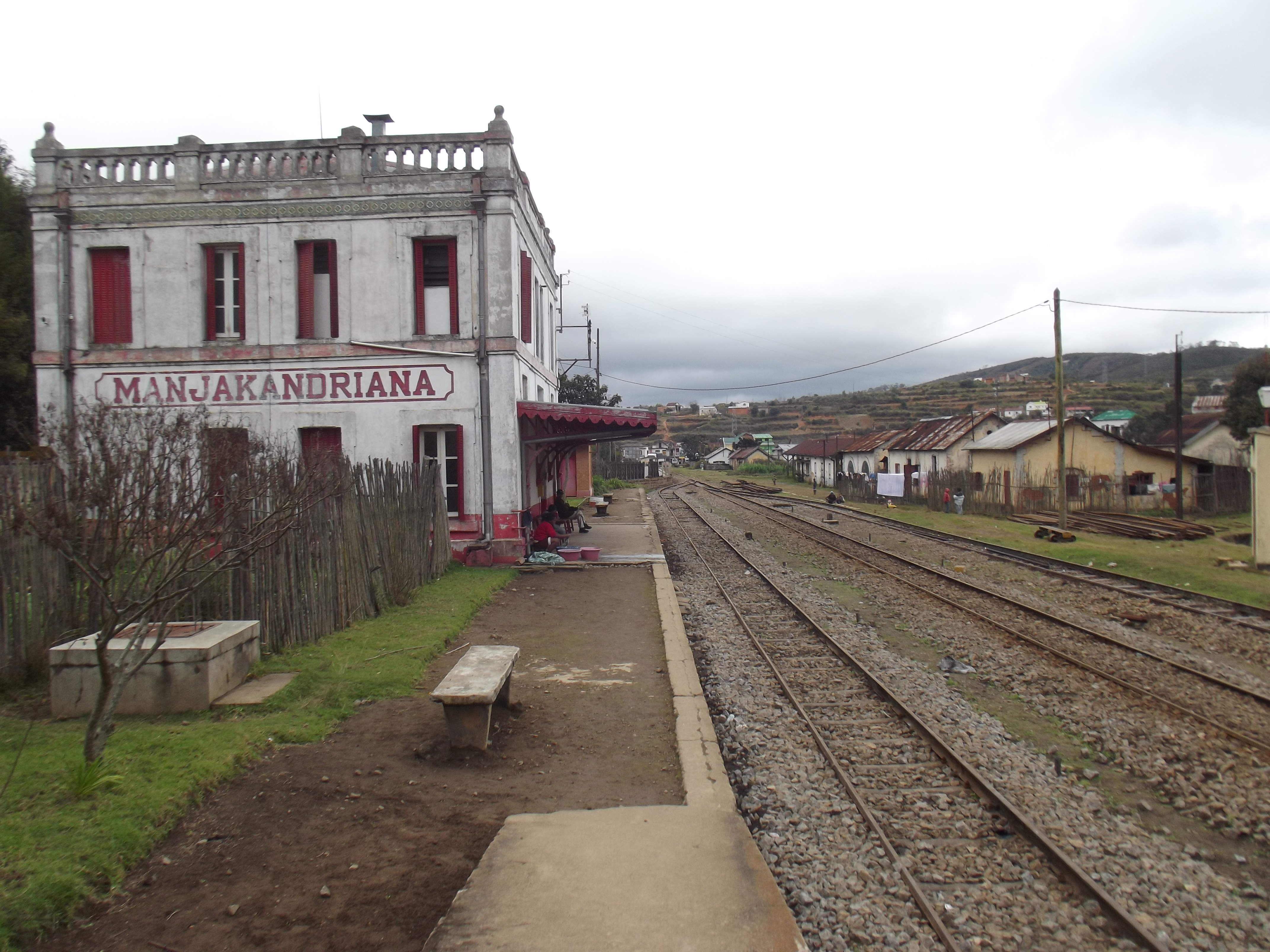
Station Manjakandriana